# Alush Lleshanaku
Alush Lleshanaku (ur. w sierpniu 1913 we wsi Bradasesh k. Elbasanu, zm. 24 grudnia 1950 w Elbasanie) – albański nauczyciel, żołnierz antykomunistycznego ruchu oporu.

## Życiorys
Uczył się w szkole pedagogicznej w Elbasanie, a następnie w Rzymie, gdzie w 1932 uzyskał dyplom nauczyciela fizyki. Po powrocie do kraju pracował jako nauczyciel w gimnazjum w Szkodrze. W kwietniu 1939 brał udział w demonstracji antywłoskiej w Szkodrze. Po agresji włoskiej na Albanię stracił pracę i powrócił do Elbasanu. W 1939 był związany z Albańską Narodową Partią Faszystowską. 4 maja 1941 podjął pracę w urzędzie spraw wewnętrznych w Elbasanie. Pod koniec 1941 nawiązał kontakty z organizacją nacjonalistyczną i utworzył własny oddział zbrojny, działający w rejonie Bradashesh-Labinot-Peqin. Współpracował w tym czasie z oddziałami Hamita Matjaniego i Isy Manastirliu.
We wrześniu 1943 zorganizował zasadzkę na niemiecką kolumnę wyjeżdżającą z Elbasanu. Po sformowaniu proniemieckiego gabinetu w listopadzie 1943, Lleshanaku został mianowany komendantem żandarmerii w Elbasanie, w randze majora. Po przejęciu władzy przez komunistów w listopadzie 1944 wspólnie z Markiem Gjonmarkajem i Halilem Alinë prowadził walkę z oddziałami komunistycznymi. 16 grudnia 1946 opuścił terytorium Albanii i przedostał się do Grecji. 12 stycznia 1947 dotarł do Aten i rozpoczął współpracę ze środowiskiem uchodźców albańskich w Pireusie.
22 lutego 1950 powrócił do Albanii, zrzucony na spadochronie w grupie pięciu osób z samolotu włoskiego, z zadaniem zebrania informacji o sytuacji w Albanii i przeprowadzenia reorganizacji oddziałów nacjonalistycznych w północnej części kraju. Wkrótce po wylądowaniu dwóch towarzyszy Lleshanaku zostało zabitych, a trzeci został ujęty. Lleshanaku wspólnie z Xhevdetem Blloshmim przeszedł z północnej Albanii do Elbasanu, gdzie nadal działały oddziały nacjonalistyczne. Stamtąd wysyłał raporty do Rzymu, gdzie działała organizacja Shqipnia e Lirë (Wolna Albania), z którą się bezpośrednio kontaktował.

## Okoliczności śmierci
Od początku swojej misji w Albanii Lleshanaku był rozpracowywany przez Sigurimi. W jego otoczeniu działało kilku agentów, wśród nich kluczową rolę odegrali dwaj o pseudonimach „Magneti” i „Orizonti”. 24 grudnia 1950, kiedy udał się do kafejki, aby wypić kawę został zdemaskowany przez agenta „Orizonti”. Obecna na miejscu grupa specjalna Sigurimi próbowała ująć Lleshanaku, ale w trakcie operacji, jeden z funkcjonariuszy, Ilo Stojko go zastrzelił. Ciało Lleshanaku wystawiono przez kilka dni na widok publiczny, a następnie pochowano w nieznanym miejscu. Osoby, które pomagały Lleshanaku w czasie jego pobytu w Elbasanie stanęły przed sądem, a trzy z nich skazano na karę śmierci. Ostatni z grupy Lleshanaku, Rexhep Kasa zginął w walce z oddziałem Sigurimi w rejonie Godolesh.

## Pamięć
Imię Alusha Lleshanaku nosi jedna z ulic w Elbasanie.